# ماساتوشی ناکامورا
ماساتوشی ناکامورا (انگلیسی: Masatoshi Nakamura؛ زادهٔ ۱ فوریهٔ ۱۹۵۱) یک هنرپیشه و خواننده اهل ژاپن است.
از فیلم‌های معروف او می‌توان به بازی در فیلم لئونی اشاره کرد. 

## سریال
از فیلم‌ها یا برنامه‌های تلویزیونی که وی در آن نقش داشته است می‌توان به امپراتور اشاره کرد.
سالهای دور ازخانه اوشین